# 青海石
青海石（おうみせき、 Ohmilite）は、1973年に発表された日本産新鉱物で、新潟大学の岩石学者小松正幸などにより新潟県の青海地域から発見された。 化学組成はSr3TiSi4O12(OH)・2H2Oで、単斜晶系。1974年に国際鉱物学連合の委員会により、青海石（Ohmilite）の名称で承認された。名称は発見地の地域名による。